# Athena (revista de arte)

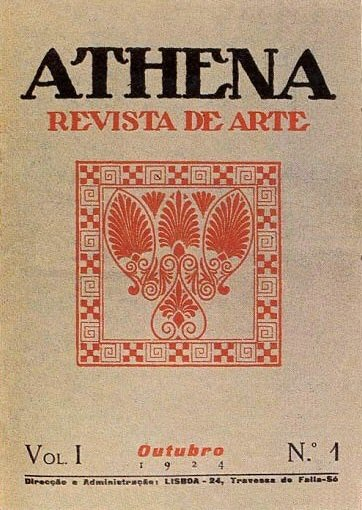
Athena — Revista de Arte (1924-1925)
publicou poesias de Fernando Pessoa,
Ricardo Reis e Alberto Caeiro.

Athena — Revista de Arte (1924-1925), publicada em Lisboa por Fernando Pessoa e Ruy Vaz, que foram seus diretores, respetivamente nas áreas da literatura e das artes plásticas. Desta revista mensal saíram cinco números, de outubro de 1924 a fevereiro de 1925, que formam o Volume I. 

## Revista de Arte
A revista Athena contou com a colaboração de vários escritores e artistas plásticos que ilustraram as suas páginas. Entre os artistas plásticos destacam-se Almada Negreiros, Mily Possoz e Lino António. Athena publicou trabalhos de escritores como Mário de Sá-Carneiro, já falecido nessa época, e a quem Pessoa dedicou o segundo número da revista, Luiz de Montalvor, Raul Leal e Mário Saa.
Fernando Pessoa foi o principal colaborador da Revista de Arte, com escritos ortónimos e heterónimos. O primeiro número de Athena publicou o 'Livro Primeiro' das Odes de Ricardo Reis e, de Alberto Caeiro, "O Guardador de Rebanhos" e "Poemas Inconjuntos" nos números 4 e 5. Publicou também textos teóricos de Álvaro de Campos como "Apontamentos para uma Estética Não-Aristotélica". Fernando Pessoa publicou ainda na Revista de Arte as suas traduções de escritores americanos, designadamente poesia de Edgar Allan Poe.